# Aleksandr Geynrix
Aleksandr Rudolfovich Geynrix (ros. Александр Рудольфович Гейнрих, niem. Alexander Heinrich, ur. 6 października 1984 w Taszkencie) – uzbecki piłkarz pochodzenia rosyjskiego i niemieckiego grający na pozycji napastnika.

## Kariera klubowa
Karierę piłkarską Geynrix rozpoczął w klubie Dustlik Jangibazar. W 2001 roku zadebiutował w jego barwach w pierwszej lidze uzbeckiej. W 2002 roku odszedł z Dustliku do Paxtakoru Taszkent. W tamtym roku wywalczył z nim mistrzostwo Uzbekistanu oraz Puchar Uzbekistanu.
Na początku 2003 roku Geynrix przeszedł do rosyjskiego CSKA Moskwa. W latach 2003–2004 rozegrał w CSKA 2 mecze i strzelił 1 gola, w 2003 roku wywalczając mistrzostwo Rosji. Grał jednak głównie w rezerwach CSKA.
W 2005 roku Geynrix wrócił do Paxtakoru, z którym został mistrzem kraju i zdobywcą krajowego pucharu. Jeszcze w tym samym roku odszedł do Torpeda Moskwa, w którym grał do końca 2006 roku. W 2007 roku ponownie został zawodnikiem Paxtakoru i w tamtym roku wywalczył z nim dublet. W 2009 roku zdobył swój kolejny Puchar Uzbekistanu. W 2011 roku został wypożyczony do koreańskiego Suwon Samsung Bluewings.
W 2012 roku Geynrix grał w Emirates Club, a następnie przeszedł do kazachskiego FK Aktöbe. W 2013 roku wywalczył z nim mistrzostwo Kazachstanu, a w 2014 roku wicemistrzostwo tego kraju. W 2014 roku grał również w Lokomotivie Taszkent, z którym sięgnął po puchar kraju oraz wicemistrzostwo. W 2015 przeszedł do klubu Ordabasy Szymkent. W 2017 zakończył karierę.
| Sezon   | Klub                    | Kraj                         | Rozgrywki     | Mecze | Bramki |
| ------- | ----------------------- | ---------------------------- | ------------- | ----- | ------ |
| 2001    | Dustlik Jangibazar      | Uzbekistan                   | Olij Liga     | 12    | 0      |
| 2002    | Paxtakor Taszkent       | Uzbekistan                   | Olij Liga     | 23    | 9      |
| 2003    | CSKA Moskwa             | Rosja                        | Priemjer-Liga | 2     | 1      |
| 2004    | CSKA Moskwa             | Rosja                        | Priemjer-Liga | 0     | 0      |
| 2005    | Paxtakor Taszkent       | Uzbekistan                   | Olij Liga     | 12    | 5      |
| 2005    | Torpedo Moskwa          | Rosja                        | Priemjer-Liga | 11    | 0      |
| 2006    | Torpedo Moskwa          | Rosja                        | Priemjer-Liga | 10    | 0      |
| 2007    | Paxtakor Taszkent       | Uzbekistan                   | Olij Liga     | 26    | 16     |
| 2008    | Paxtakor Taszkent       | Uzbekistan                   | Olij Liga     | 25    | 12     |
| 2009    | Paxtakor Taszkent       | Uzbekistan                   | Olij Liga     | 21    | 13     |
| 2010    | Paxtakor Taszkent       | Uzbekistan                   | Olij Liga     | 22    | 11     |
| 2011    | Suwon Samsung Bluewings | Korea Południowa             | K-League      | 18    | 3      |
| 2011/12 | Emirates Club           | Zjednoczone Emiraty Arabskie | UAE League    | 7     | 2      |
| 2012    | FK Aktöbe               | Kazachstan                   | Priemjer-Liga | 13    | 6      |
| 2013    | FK Aktöbe               | Kazachstan                   | Priemjer-Liga | 26    | 6      |
| 2014    | FK Aktöbe               | Kazachstan                   | Priemjer-Liga | 13    | 3      |
| 2014    | Lokomotiv Taszkent      | Uzbekistan                   | Olij Liga     | 11    | 7      |
| 2015    | Ordabasy Szymkent       | Kazachstan                   | Priemjer-Liga | 22    | 3      |
| 2016    | Ordabasy Szymkent       | Kazachstan                   | Priemjer-Liga | 20    | 10     |
| 2017    | Ordabasy Szymkent       | Kazachstan                   | Priemjer-Liga | 16    | 0      |

## Kariera reprezentacyjna
W reprezentacji Uzbekistanu Geynrix zadebiutował 14 maja 2002 roku w przegranym 1:4 towarzyskim spotkaniu ze Słowacją. W 2004 roku został powołany do kadry na Puchar Azji 2004. Tam wystąpił w 3 spotkaniach: z Irakiem (1:0), z Arabią Saudyjską (1:0 i gol w 13. minucie) i ćwierćfinale z Bahrajnem (2:2, k. 3:4 i gol w 60. minucie). Z kolei w 2007 roku był w kadrze na Puchar Azji 2007, jednak nie rozegrał tam żadnego meczu.